# Pedro Tafur
Pedro Tafur (nebo Pero Tafur) (asi 1410 – asi 1484) byl cestovatel, historik a spisovatel z Kastilie (dnešní Španělsko). Tafur se narodil v Córdobě do větve šlechtického rodu Guzmán, v letech 1436 až 1439 cestoval přes tři kontinenty. Během cesty se účastnil různých bitev, navštěvoval svatyně a poskytoval diplomatické služby pro Juana II Kastilského. Navštívil marocké pobřeží, jižní Francii, Svatou zemi, Egypt, Rhodos, Kypr, Tenedos, Trebizond, Caffu a Konstantinopol. Navštívil také Sinajský poloostrov, kde se setkal s Niccolò Da Contim, který sdílel s Tafurem informace o jihovýchodní Asii. Než se Tafur vrátil do Španělska, prošel střední Evropou a Itálií .
Narodil se mezi lety 1453 a 1454, jak je možné soudit z důkazů v jediném dochovaném rukopisu, napsal knihu nazvanou Andanças e viajes de Pero Tafur por diversas partes del mundo avidos ( v češtině Skutky a cesty). V tisku se ale objevila až v roce 1874, kdy ji vydal Marcos Jiménez de la Espada. Toto dílo je jednou z mála knih napsaných španělským středověkým cestovatelem (jiným příkladem je kniha Ruye Gonzáleze de Clavijo). Tafur věnoval svou knihu členu rodiny Guzmánů, stejné rodiny, do které patřil svatý Dominik. Dílo zahrnuje jak biografické informace o tomto světci, tak cenné podrobnosti týkající se Zeuxippových lázní, Hagia Sofia, Svatých brán v Římě a obelisků v Římě.
Po návratu do Španělska v roce 1439 se nejspíš usadil ve svém rodišti. Další zpráva pochází až z roku 1452, kdy je doložen Tafurův sňatek s doñou Juanou de Horozco. Ze čtyř dětí vzešlých z tohoto manželství přežily tři dcery, jediný syn zemřel ještě za otcova života. Datum úmrtí Pera Tafura (1484) je pak známo ze závěti jeho ženy sepsané o šest let později. Jediným dalším životopisným údajem je záznam o Tafurově členství v městské radě v Córdobě.

## Díla v češtině
V češtině vyšel překlad Tafurova cestopisu v roce 2023 pod názvem Skutky a cesty. V hlediska českého čtenáře může být zajímavé, že poslední třetina textu popisuje Tafurovu anabázi po evropských zemích: přes Alpy se Tafur vydal do oblasti Porýní a navštívil Nizozemí, poté se stočil na východ přes německé země do Čech a Slezska.